# Jordan Davis
Pour les articles homonymes, voir Davis.
Jordan Deangelo Davis, né le 6 juillet 1997 à Las Vegas, Nevada, est un joueur américain de basket-ball. Il évolue au poste de meneur.

## Biographie

### Carrière universitaire
Entre 2015 et 2019, il joue pour les Bears à l'université du Nord du Colorado.

### Carrière professionnelle

#### Baxi Manresa (juil. - nov. 2019)
Le 20 juin 2019, lors de la draft 2019 de la NBA, automatiquement éligible, il n'est pas sélectionné. Il participe à la NBA Summer League 2019 de Las Vegas avec les Nuggets de Denver. En quatre matches, il a des moyennes de 6,8 points, 1,3 rebond, 0,5 passe décisive et 0,8 interception en 13 minutes par match.
Le 15 juillet 2019, il signe son premier contrat professionnel avec le club espagnol du Baxi Manresa.
Le 15 novembre 2019, il rompt son contrat avec Manresa car il ne peut pas jouer dans le championnat espagnol avec son passeport d'Azerbaïdjan.

#### SC Rasta Vechta (nov. 2019 - mai 2020)
Le 20 novembre 2019, il part en Allemagne et signe avec le SC Rasta Vechta (en).

#### Hapoël Tel-Aviv (mai - juil. 2020)
Le 18 mai 2020, il signe avec le club israélien de l'Hapoël Tel-Aviv pour la fin de saison 2019-2020.

#### UCAM Murcia (depuis 2020)
Le 24 juillet 2020, il signe avec le club espagnol de l'UCAM Murcia.
Le 15 décembre 2020, il signe une extension de contrat de trois ans.

## Statistiques

### Universitaires
Les statistiques en matchs universitaires de Jordan Davis sont les suivantes :
| Saison    | Équipe            | Matchs | Titul. | Min./m | % Tir | % 3pts | % LF | Rbds/m. | Pass/m. | Int/m. | Ctr/m. | Pts/m. |
| --------- | ----------------- | ------ | ------ | ------ | ----- | ------ | ---- | ------- | ------- | ------ | ------ | ------ |
| 2015-2016 | Northern Colorado | 31     | 29     | 26,6   | 49,4  | 31,4   | 69,9 | 3,65    | 2,13    | 1,29   | 0,39   | 10,97  |
| 2016-2017 | Northern Colorado | 29     | 28     | 33,7   | 49,1  | 29,8   | 60,2 | 4,83    | 5,59    | 1,21   | 0,52   | 19,38  |
| 2017-2018 | Northern Colorado | 38     | 37     | 29,1   | 51,5  | 23,9   | 63,8 | 4,79    | 3,18    | 0,95   | 0,39   | 16,26  |
| 2018-2019 | Northern Colorado | 32     | 32     | 33,8   | 47,4  | 36,0   | 80,5 | 4,69    | 4,66    | 1,41   | 0,31   | 23,50  |
| Total     |                   | 130    | 126    | 30,7   | 49,2  | 31,5   | 69,0 | 4,50    | 3,83    | 1,20   | 0,40   | 17,48  |

## Palmarès
- Big Sky Player of the Year (2019)
- First-team All-Big Sky (2019)
- 2× Third-team All-Big Sky (2017, 2018)
- CIT champion (2018)